# Hakeem Jeffries

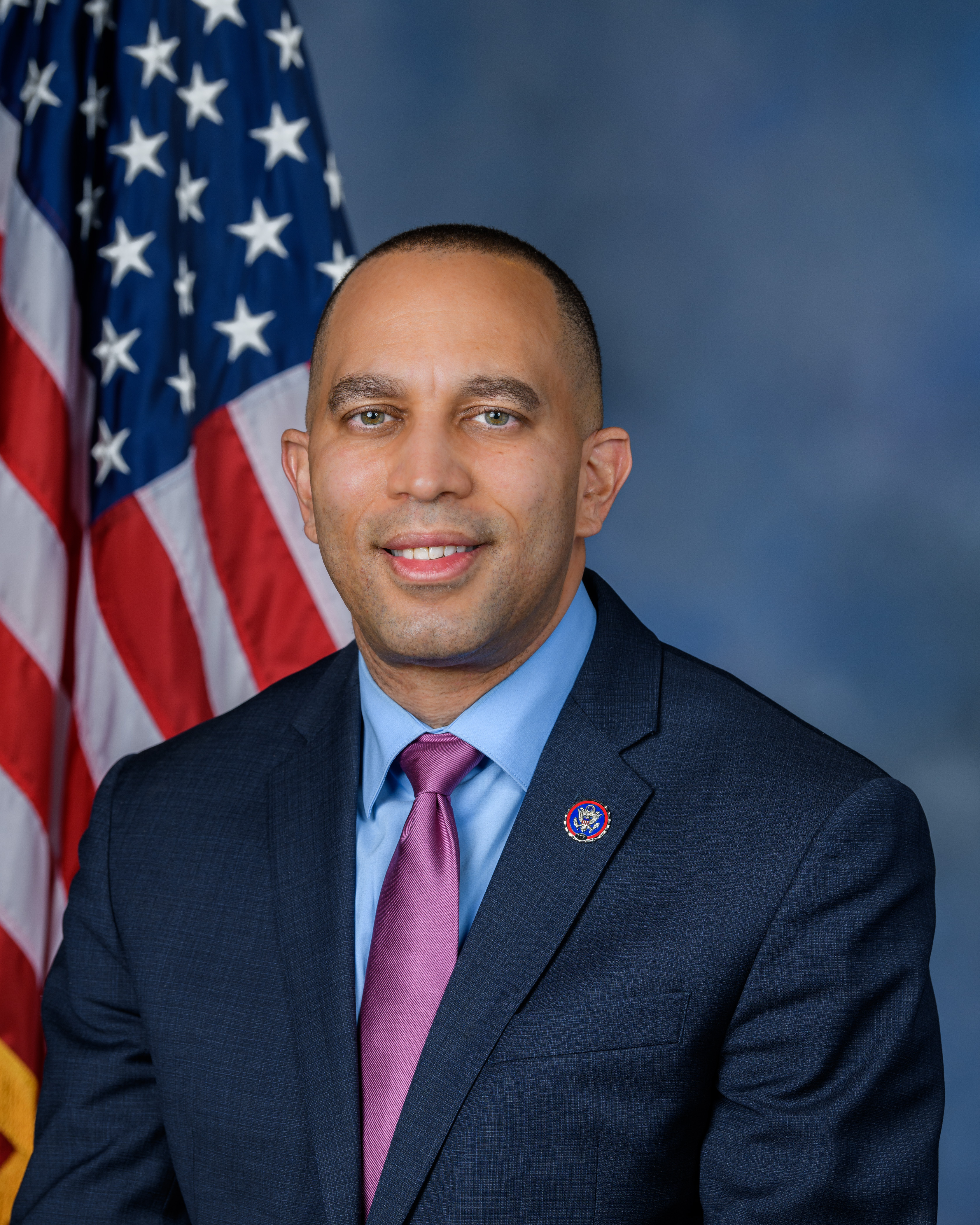
Hakeem Jeffries (2021)

Hakeem Sekou Jeffries (* 4. August 1970 in Brooklyn, New York City, New York) ist ein US-amerikanischer Politiker der Demokratischen Partei. Seit 2013 vertritt er den achten Distrikt, der die New Yorker Stadtteile Brooklyn und Queens umfasst, des Bundesstaats New York im Repräsentantenhaus der Vereinigten Staaten. Seit dem 3. Januar 2023 ist er Fraktionsführer seiner Partei im Repräsentantenhaus. Er ist damit der erste Afroamerikaner, der eine Partei in einer der beiden Kongresskammern anführt.

## Leben

### Familie, Ausbildung und Beruf
Hakeem Jeffries ist der ältere von zwei Söhnen von Laneda und Marland Jeffries. Der Vater arbeitete als Sozialarbeiter, die Mutter in der Drogenberatung. Die Familie lebte in Crown Heights (Brooklyn). Jeffries schloss die Midwood High School 1988 ab und begann sein Studium an der Binghamton University in Vestal (New York), die er 1992 mit dem Bachelorgrad in Politikwissenschaften abschloss. Er setzte das Studium an der Georgetown University in Washington, D.C. fort, an der er 1994 den Master in Public Policy erhielt. Anschließend studierte er Jura an der Law School der New York University und arbeitete am dortigen Law Review mit, bevor er 1997 mit dem Juris Doctor abschloss. In den Jahren 1997 und 1998 war er als Law Clerk am Bundesbezirksgericht für den südlichen Teil des Staates New York tätig.
1997 wurde Jeffries als Rechtsanwalt zugelassen; er arbeitete für die internationale Großkanzlei Paul, Weiss, Rifkind, Wharton & Garrison und für die Medienunternehmen Viacom und CBS. Mit seiner Frau Kennisandra Arciniegas-Jeffries hat er zwei Kinder. Sie leben in Prospect Heights in Brooklyn.

### Politische Laufbahn
Zwischen 2007 und 2012 saß Jeffries als Abgeordneter in der New York State Assembly. In den Jahren 2000 und 2002 hatte er bereits erfolglos in der Vorwahl seiner Partei für dieses Gremium kandidiert. Im Staatsparlament war er Mitglied in sechs Ausschüssen sowie in vier Unterausschüssen und engagierte sich für eine Reform des Strafrechts. Unter anderem initiierte er Gesetze, die das Register der Polizeimaßnahme stop-and-frisk löschten.
Bei der Wahl 2012 wurde Jeffries mit über 90 Prozent der Wählerstimmen im achten Kongresswahlbezirk des Bundesstaats New York in das US-Repräsentantenhaus in Washington, D.C. gewählt, wo er am 3. Januar 2013 die Nachfolge von Jerrold Nadler antrat, der in den zehnten Distrikt wechselte. Das Gebiet, das nun hauptsächlich den achten Bezirk ausmacht, hatte zuvor dreißig Jahre lang Ed Towns vertreten, der wegen Jeffries’ Antritt in der parteiinternen Vorwahl auf eine nochmalige Kandidatur verzichtete.
Jeffries war als junger Abgeordneter zunächst Hinterbänkler, schloss sich aber dem Congressional Black Caucus an und wurde dessen Whip. Er setzte seine Arbeit an Gesetzgebung zur Strafrechtsreform fort und engagierte sich gegen ökonomische Ungleichheit, zwei in der Demokratischen Partei zentrale Themen.
Am 28. November 2018 wurde Jeffries zum Vorsitzenden des House Democratic Caucus im 116. Kongress gewählt, eine der zentralen Führungspositionen der Demokraten im Repräsentantenhaus unter Sprecherin Nancy Pelosi. Er setzte sich dabei gegen Barbara Lee durch, die ihre Bewerbung für den Posten Monate zuvor erklärt hatte; Jeffries, der einer jüngeren Generation angehört als die damals 72-jährige Lee, brach damit die ungeschriebene Regel der Seniorität bei der Besetzung von Führungspositionen im Kongress. Damit galt Jeffries als einer der Favoriten auf die Nachfolge Pelosis als Sprecher.
Bei der folgenden Wahl im Jahr 2020 wurde er für die Legislaturperiode im Repräsentantenhaus des 117. Kongresses bis zum 3. Januar 2023 wiedergewählt.
Die Primary (Vorwahl) seiner Partei für die Wahlen 2022 am 23. August konnte er gegen Queen Johnson mit rund 87 % gewinnen. Er trat am 8. November 2022 gegen Yuri Dashevsky von der Republikanischen Partei an und gewann mit 72,4 % der abgegebenen Stimmen.
Am 30. November 2022 wurde Jeffries als Nachfolger von Nancy Pelosi zum Fraktionsführer der Demokratischen Partei im Repräsentantenhaus gewählt und leitete damit einen Generationswechsel an der Fraktionsspitze ein. Er ist der erste Afroamerikaner der US-Geschichte, der eine Partei in einer der beiden Kongresskammern anführt. Bei der nicht-öffentlichen Abstimmung gab es keinen Gegenkandidaten.
Nach der Abwahl des Republikaners Kevin McCarthys als Sprecher des Repräsentantenhauses am 3. Oktober 2023 wurde Jeffries als offizieller Kandidat seiner Fraktion für dieses Amt nominiert. In der ersten Abstimmungsrunde am 17. Oktober 2023 erhielt er alle 212 demokratischen Abgeordnetenstimmen.
Bei der Vorwahl zur Kongresswahl 2024 hatten weder Jeffries noch der Republikaner John Delaney Gegenkandidaten. Bei der Wahl im November setzte sich Jeffries mit 75,4 % gegen Delaney durch. Er zog damit in den 119. Kongress ein, der noch bis zum 3. Januar 2027 tagt.

### Ausschüsse
Jeffries ist aktuell Mitglied in folgenden Ausschüssen des Repräsentantenhauses:
- Committee on the Budget
- Committee on the Judiciary
  - Antitrust, Commercial, and Administrative Law
  - Courts, Intellectual Property, and the Internet